# Pseudagrion schmidtianum
Pseudagrion schmidtianum là một loài chuồn chuồn kim trong họ Coenagrionidae.
Loài này được xếp vào nhóm loài ít quan tâm trong sách Đỏ của IUCN năm 2007.
Pseudagrion schmidtianum được Lieftinck miêu tả khoa học năm 1936.